# 新对生耳蕨
新对生耳蕨（学名：Polystichum paradeltodon）为鳞毛蕨科耳蕨属下的一个种。

## 扩展阅读
- 維基物種上的相關：新对生耳蕨